# Ceyx mindanensis
Ceyx mindanensis (officiellt svenskt trivialnamn saknas) är en fågel i familjen kungsfiskare inom ordningen praktfåglar.
Den betraktas oftast som underart till rosenkungsfiskare (Ceyx melanurus), men urskiljs sedan 2014 som egen art av Birdlife International, IUCN och Handbook of Birds of the World. Den kategoriseras av IUCN som livskraftig. Fågeln förekommer i södra Filippinerna på öarna Mindanao och Basilan.